# Ии Наомаса
Ии Наомаса (井伊 直政, 4 марта 1561 — 24 марта 1602) — японский военачальник периода Сэнгоку и начала сёгуната Эдо. 24-й глава клана Ии (1582—1602), даймё Такасаки-хана (1590—1600) и Хиконэ-хана (1600—1602). Вместе с Хонда Тадакацу, Сакакибара Ясумаса и Сакаи Тадацугу он входил в число так называемых Четырёх Небесных Королей Токугава Иэясу. Прозвище — «Красный демон Ии».

## Биография
Происходил из клана Ии из провинции Тотоми. Его первое имя было Торамацу. Он был единственным сыном Ии Наотика (1535—1563), вассала клана Имагава. Мать Наомаса была дочерью Окуяма Тикамото, а дед Наомаса — Ии Синано-но-ками Наомори — сперва противостоял вторжению Имагава в Тотоми, но затем воевал под знамёнами Имагава. Он погиб вместе с сюзереном Имагава Ёсимото в битве при Окэхадзама.
В 1562 году Ии Наотика был обвинён в измене Имагава Удзидзане. Иидани, родовой замок рода Ии, был захвачен вассалами Имагава, а Ии Наотика погиб. Наомаса удалось избежать участи отца — его спрятали слуги.
В 1569 году Токугава Иэясу завоевал провинцию Тотоми, Ии Наомаса стал его вассалом. В 1578 году он отличился в битве при Танака, где проявил себя храбрым воином. В 1582 году он вернул под свой контроль отцовский замок Иидани. В битве при Нагакутэ (1584) Ии Наомаса командовал трёхтысячным отрядом, который нанёс значительный урон войскам Икэда Цунеоки.
В след за переездом своего сюзерена Токугава Иэясу в район Канто в 1590 году, Ии Наомаса, который быстро делал карьеру, несмотря на молодость, получил замок Минова в провинции Кодзукэ с доходом в 12 тысяч коку (Такасаки-хан).
Он был известен как глава подразделения «акаони», то есть «красных демонов». По совету Иэясу, Ии Наомаса одел всех своих самураев и асигару в красные лакированные доспехи. Эту идею Иэясу позаимствовал Ямагата Масакаге. Подобный униформизм формирования (что было редкостью для тогдашней Японии), а также красный цвет доспехов оказывали особое психологическое давление на противника.
В начале кампании Секигахара 1600 года Ии Наомаса участвовал в атаке на замок Гифу. В битве при Сэкигахара он командовал подразделением из 3600 воинов. В этой битве он действовал как охрана сына Токугава Иэясу — Тадаёси. В конце битвы он был ранен снайпером, когда преследовал отступающие силы клана Симадзу.
После победы Токугава Иэясу Ии Наомаса получил владения домен Хиконэ-хан в провинции Оми с доходом в 180 тысяч коку риса. Он умер в 1602 году от ранения, полученного в битве при Сэкигахара.
Токугава Иэясу считал своего вассала Ии Наомаса одним из лучших своих полководцев и высоко его ценил.
В 1602 году после смерти Ии Наомаса ему наследовал старший сын Ии Наокацу, также известный как Ии Наоцугу (1590—1662), 2-й даймё Хиконэ-хана (1602—1615), который в 1602 году начал строительство замка Хиконэ. В 1614 году Ии Наоцугу отказался принимать участие в осаде Токугавой Иэясу Осакского замка. В 1615 году его владения (Хиконэ-хан) были конфискованы в пользу младшего брата Ии Наотака (1590—1659), который стал 3-м даймё Хиконэ-хана (1615—1659). Ии Наоцугу был переведён в 1615 году в Аннака-хан в провинции Кодзукэ. В 1622 году Ии Наотката закончил строительство замка Хиконэ.